# Nikita (personaggio)
Nikita è un personaggio immaginario, protagonista del film Nikita del 1990 e interpretato da Anne Parillaud. Dal film sono nati nel 1997 la serie televisiva canadese Nikita e nel 2010 l'omonimo remake statunitense, in cui il personaggio è interpretato rispettivamente da Peta Wilson e da Maggie Q.

## Nikita(1997)
Nikita è un'agente operativo di secondo e poi terzo livello in una organizzazione antiterroristica segreta chiamata Sezione Uno, ed al contempo un agente in incognito di sesto livello per conto del Centro l'organo superiore a capo della Sezione Uno diretto da Mr. Jones. Reclutata dall'organizzazione è stata addestrata dall'agente Michael Samuelle suo trainer e mentore. Dopo due anni di addestramento diventa a tutti gli effetti operativa sul campo di secondo livello. Nikita è efficiente ed abile e cerca sempre di conservare la sua integrità morale a dispetto degli standard richiesti dalla Sezione ma per questo si trova spesso ad essere in conflitto con gli ordini impartiti, e con se stessa.
Nikita è la figlia di Roberta Wirth, una giovane donna abbandonata dal compagno e padre di Nikita, che a stenti riusciva a sopravvivere e a provvedere alla figlia. Nikita cresce tra un locale e l'altro a seguito della madre alcolizzata. Quando Roberta trova un nuovo compagno, che non vede di buon occhio Nikita, caccia di casa la figlia, così che Nikita si trova a vivere la sua giovinezza per le strade. Viene reclutata nel 1995 da Sezione Uno, in seguito alla sua condanna all'ergastolo per l'omicidio di un poliziotto, ma solo in apparenza: Nikita si trova per così dire nel posto sbagliato al momento sbagliato. Nikita non ha mai ucciso nessuno prima di entrare in Sezione infatti lo stesso crimine per cui era stata condannata, risulterà poi essere un complotto organizzato dal padre, Mr. Jones per reclutare Nikita nell'organizzazione (rivelazione nella quinta stagione).
Nikita viene addestrata da Michael Samuelle un agente di quinto livello che ne diventa il mentore, l'angelo custode e non solo. Dopo i due anni previsti di addestramento, nel 1997, Nikita diventa a tutti gli effetti un'operativa di secondo livello ed inizia immediatamente il suo servizio per la Sezione. Le viene assegnato un appartamento ed il nome in codice: "Josephine". Nikita si trova costretta così a diventare il killer che tutti si aspettano che lei sia, senza mai veramente accettare la sua condizione ed i metodi usati dall'organizzazione ed amando il suo trainer senza mai capirne i sentimenti. Il suo punto debole è e rimane sempre la sua compassione e la sua umanità che spesso la portano ad allontanarsi dagli obiettivi e a trasgredire le regole imposte dall'organizzazione, seppur continuando ad avere grandi successi e risultati positivi in ogni missione. Proprio per questo suo carattere, Nikita riesce a farsi grandi amici come Walter il capo munizioni che per lei è quasi come un padre e Birkoff, il genio del computer, che per lei è come un fratello minore e per la sua efficienza e bravura è molto rispettata tra gli operativi. Se non fosse per l'aiuto che Michael le offre, Nikita, a seguito del suo carattere e della sua incapacità ad adeguarsi alla Sezione, sarebbe stata annullata. Michael infatti la aiuta a fuggire dalla Sezione facendo credere a tutti che lei è effettivamente morta durante un'esplosione in una missione (fine prima stagione).
Durante questo periodo all'esterno dell'organizzazione, nel 1998, Nikita viene contattata dal Centro, l'organo superiore a capo della Sezione Uno, e le viene affidata una missione sotto copertura come vigilante dell'operato della Sezione per conto del Centro, con in cambio la promessa che saranno migliorate le condizioni e gli standard per gli operativi. Nikita dunque fingendo un rapimento ad opera di un gruppo terroristico si rimette in contatto con Michael che la aiuta a rientrare in Sezione. Finalmente, nel loro primo incontro dopo i sei mesi di separazione, Nikita sembra scoprire i sentimenti di Michael che non riuscendo più a trattenersi, nella notte d'amore e passione, che li riunisce, gli rivela di aver bisogno di lei. Dopo il suo rientro, Nikita, viene sottoposta ad una rigida ed intensiva valutazione a cura dell'agente Jurgen, ex addestratore di Michael, con il quale nasce una relazione, quella che Michael ancora una volta le nega.
Nikita viene nuovamente posta in cancellazione dalla Sezione Uno nel 1998 (fine seconda stagione), a seguito della sua collaborazione con Adriana, la fondatrice dell'organizzazione, che tenta di riprendere il comando grazie proprio a lei. Nikita aiutata ancora da Michael riesce a sfuggire dalla cancellazione e proprio in questa circostanza scopre la seconda vita, la missione sotto copertura, del suo mentore e l'esistenza del figlio dell'uomo, Adam. Collaborando alla fine della missione, Nikita aiuta Michael a superare questo duro momento di separazione dal figlio così che tra i due inizia una vera e propria relazione, la relazione per la quale la Sezione si oppone fermamente e che comporta a Nikita un vero e proprio lavaggio del cervello ad opera dell'organizzazione: il processo "Gelmann". Sempre grazie al suo trainer Nikita riesce a salvarsi ed il loro legame si rinforza maggiormente.
Nel 2000 Nikita riesce a penetrare il sistema della Sezione Uno e a cancellare tutto il suo database e fuggire via dall'organizzazione convincendo Michael ad andare con lei, ma la fuga non dura molto e ben presto vengono catturati e riportati in Sezione. Al rientro Nikita rivela finalmente la sua missione sotto copertura per il Centro ed effettuata una valutazione di tutto il personale che costa la vita a Madeline, il pensionamento per Walter e l'annullamento per Michael che rivela d'aver tradito molte volte gli interessi della Sezione per proteggere Nikita. Nikita però non è certo pronta a veder morire il suo uomo e salvandolo gli dona la libertà, lasciando credere che sia morto. Nikita torna in Sezione per scoprire le ragioni del suo reclutamento e per scoprire che il capo del Centro: Mr. Jones è in realtà suo padre e che proprio lui l'aveva voluta dentro l'organizzazione.
Durante il 2001 Nikita è costretta a prendere il posto di comando accanto ad Operation, con il quale si scontra più volte sino a scoprire che Michael vuole rientrare in Sezione. Nikita riporta dentro il suo mentore che però rivela che il Collettivo, un gruppo terroristico contro il quale la Sezione sta combattendo, ha preso suo figlio Adam e che per la liberazione chiedono proprio Mr. Jones. Nikita aiuta Michael anche se perde il padre, il quale gli strappa la promessa di prendere il suo posto a capo dell'organizzazione. Nikita, rispettando la promessa fatta, alla fine è costretta a rimane in Sezione Uno contro il suo volere consapevole di dover dire addio al suo amato, al quale dona la definitiva libertà per crescere fuori da quel mondo il figlio, ma con la promessa di una loro riconciliazione futura.

## Nikita(2010)
Nel remake statunitense, creato da Craig Silverstein, Nikita è un'ex agente operativa di un'organizzazione segreta chiamata Divisione, dalla quale è riuscita a fuggire dandosi alla macchia. È il miglior agente della Divisione nonché prediletta di Percy, il perfido capo.
Grazie ai suoi modi di fare alla sua sensualità entrerà nelle grazie di Michael, l'addestratore delle reclute dell'organizzazione. Al suo interno, Nikita ha segretamente infiltrato una complice, Alex, una ragazza che come lei prova sentimenti di vendetta ed è desiderosa di distruggere la Divisione.
Nikita Mears viene adottata da una famiglia il cui padre è un alcolista che la maltratta e la tiene segregata come una schiava. Quando scappa di casa, Nikita inizia a drogarsi pesantemente ma incontra una donna, Carla Bennet ( Si scoprirà in seguito che Carla Bennet è l'ideatrice della Divisione, ma quando lei la concepì era un luogo per disintossicare i giovani ragazzi) che la fa disintossicare e l'aiuta a reinserirsi nella società.
Nikita ricade nel vortice della droga e all'età di 18 anni, sotto effetto di droghe, uccide un poliziotto e viene condannata a morte per iniezione letale.
La Divisione però inscena la sua morte e l'addestra per trasformarla in una spia professionista. Alla Divisione le viene insegnato il Krav Maga. Grazie al suo uso formidabile riuscirà a portare a termine con successo tutte le missioni che le verranno assegnate. Il suo spirito d'iniziativa, spesso, la porta a trovarsi in situazioni sconvenienti, una caratteristica che le altre reclute costrette ad affiancarla in missione, temono.
Nella sua prima missione da agente operativo, a Nikita, viene chiesto di uccidere un uomo, Victor Hann, che viene definito dalla Divisione un pericolo per il paese. A Nikita viene poi affidata una nuova missione in cui come copertura deve frequentare un uomo, Daniel, del quale ben presto si innamora, ma visto che alla Divisione sono proibite le relazioni sentimentali, Percy lo fa uccidere. Dopo la morte di Daniel, Nikita apre gli occhi e si rende conto di dover fuggire dalla Divisione.

### La Fuga dalla Divisione
Non ci sono informazioni precise riguardo al modo in cui Nikita sia fuggita dalla Divisione, ma in alcune puntate possiamo trovare alcune indicazioni utili.
In una puntata, ad esempio, capiamo che Nikita è fuggita fingendosi morta in una missione.

### Dopo La fuga
Nikita è stata la prima recluta a riuscire a fuggire dalla Divisione e quest'ultima per tre anni le dà la caccia. Nikita riesce a nascondersi bene fin quando un giorno non esce allo scoperto e decide di combattere la Divisione. Addestra una ragazza, Alex, la quale fu salvata dalla stessa Nikita durante una missione omicida. Alex si fa arruolare alla Divisione in modo da poter comunicare con Nikita tramite una Shell riferendole i movimenti dell'organizzazione.
Grazie a questo stratagemma Nikita e Alex riescono a sabotarne tutte le missioni. A Nikita e Alex ben presto si uniranno altri membri come Michael (profondamente innamorato di Nikita e con la quale si fidanzerà) addestratore delle reclute e Birkhoff, l'informatico della Divisione.

### Seconda Stagione
Nella seconda stagione Percy viene messo da parte e viene sostituito da Amanda, la sua vice. Alex si unisce alla Divisione per cercare di trovare e uccidere l'uomo responsabile dell'omicidio della sua famiglia. A circa inizio stagione, Alex si unisce di nuovo a Nikita e insieme a lei combatteranno contro la Divisione. La serie si conclude con la morte di Percy, ucciso da Nikita.

### Terza Stagione
Nella terza stagione Nikita prende il comando della Divisione insieme a Ryan e a tutto il resto del team. Il loro scopo è quello di prendere tutti gli agenti ribelli che, dopo la morte di Percy, non hanno risposto al messaggio di tornare alla base. Fatto ciò chiuderanno la Divisione.

### Rapporto con gli altri personaggi

#### Rapporto con Michael
Fin dal primo incontro Nikita e Michael sono stati molto affiatati. Ottimi partner durante i combattimenti e con un feeling speciale anche oltre le missioni. Nikita è sempre attratta da lui e lui da lei. Più volte Nikita ha provato ad avvicinarlo ma lui rifiutava a causa del rispetto che provava per la sua famiglia (figlia e moglie uccise da Percy). Alla fine della prima serie Nikita e Michael si fidanzano e nella terza serie parlano di matrimonio.

#### Rapporto con Alex
Alex è la figlia di Nicolai Udinov, un bersaglio della Divisione e a Nikita viene affidata la missione di ucciderlo e di uccidere anche la figlia. Nikita si trova costretta ad uccidere il padre ma salva Alex e l'aiuta a disintossicarsi. Il rapporto di Nikita e Alex è caratterizzato da alti e bassi a causa della forte pressione psicologica che Amanda fa su Alex.

#### Rapporto con Amanda
Il rapporto con Amanda è, anche se non sembra, un rapporto speciale. Amanda, pur non dimostrandolo, vuole bene a Nikita in quanto è stata lei a crescerla nella Divisione e a farla diventare una donna a tutti gli effetti. Più volte ha avuto l'occasione di ucciderla ma non l'ha fatto.
| Controllo di autorità | Europeana agent/base/42554 |